# 東海海軍基地
東海海軍基地（：／）是一處位於韓國江原特别自治道東海市的海軍基地之一。

## 派駐單位
- 大韓民國海軍
  - 韓國海軍第一艦隊（朝鲜语：제1함대 (대한민국)）